# Cratere Pingré
Pingré è un cratere lunare di 88,43 km situato nella parte sud-occidentale della faccia visibile della Luna.